# Psałterz wrześniowy
Psałterz wrześniowy – oratorium Piotra Rubika i Zbigniewa Książka. Dwupłytowy album koncertowy ukazał się 23 października 2006 roku nakładem wytwórni muzycznej Magic Records w dystrybucji Universal Music Polska. Jest to trzecia i ostatnia część Tryptyku Świętokrzyskiego.
Autorem libretta jest Zbigniew Książek, a muzykę skomponował Piotr Rubik. Warstwę wokalną stanowią: Joanna Słowińska, Dorota Jarema, Małgorzata Markiewicz, Janusz Radek, Przemysław Branny, Maciej Miecznikowski, jako narrator wystąpił Igor Michalski.
Płytę promowały piosenki „Psalm dla ciebie” i „Psalm kochania”
21 marca 2007 roku płyta uzyskała miano podwójnie diamentowej.

## Informacje o wydawnictwie
Prapremiera miała miejsce 11 września 2006 roku w Kielcach w Hali Legionów przy ulicy Bocznej, w piątą rocznicę ataku na World Trade Center w Nowym Jorku. Premiera odbyła się 13 września w Radomiu, premiera telewizyjna oratorium miała miejsce 1 i 2 listopada 2006. W koncercie wystąpili soliści: Joanna Słowińska, Dorota Jarema, Małgorzata Markiewicz, Janusz Radek, Przemysław Branny, Maciej Miecznikowski, jako narrator Igor Michalski oraz orkiestra Filharmonii Świętokrzyskiej, Chór Kameralny „Fermata” i chór Akademii Świętokrzyskiej.
Tematami Psałterza wrześniowego są: sens wiary, znaczenie zła na świecie, bieda, fanatyzm prowadzący do ataków terrorystycznych, pogwałcenie Prawa Bożego, nadzieja i miłość.

## Single
Płytę promowały piosenki „Psalm dla ciebie” w wykonaniu Janusza Radka i Małgorzaty Markiewicz. Teledysk do utworu ukazał się 2 września 2006 roku. Oraz piosenka „Psalm kochania” w wykonaniu Joanny Słowińskiej i Macieja Miecznikowskiego. Teledysk do piosenki ukazał się 17 marca 2007 roku.

## Sprzedaż
21 marca 2007 roku płyta uzyskała miano podwójnie diamentowej jako pierwsza w historii przyznawania w Polsce tej certyfikacji.

### Pozycja na liście sprzedaży
| Kraj   | Lista sprzedaży (2006/2007) | Najwyższa pozycja | Certyfikat          | Sprzedaż |
| ------ | --------------------------- | ----------------- | ------------------- | -------- |
| Polska | Oficjalna Lista Sprzedaży   | 1                 | 2× diamentowa płyta | 100 000+ |

## Lista utworów
CD 1
| #   | Tytuł utworu                                                                         | Słowa            | Muzyka      | Czas  |
| --- | ------------------------------------------------------------------------------------ | ---------------- | ----------- | ----- |
|     | Prolog                                                                               |                  |             |       |
| 1.  | „Psalm apokaliptyczny” (śpiew: Dorota Jarema, Małgorzata Markiewicz, Janusz Radek)   | Zbigniew Książek | Piotr Rubik | 7:46  |
|     | Część I – Psalmy Wiary                                                               |                  |             |       |
| 2.  | „Psalm apostolski” (śpiew: Przemysław Branny, Joanna Słowińska)                      | Zbigniew Książek | Piotr Rubik | 5:12  |
| 3.  | „Psalm Adama i Ewy” (śpiew: Małgorzata Markiewicz, Maciej Miecznikowski)             | Zbigniew Książek | Piotr Rubik | 4:08  |
| 4.  | „Psalm Abrahama” (śpiew: Janusz Radek)                                               | Zbigniew Książek | Piotr Rubik | 4:10  |
| 5.  | „Psalm Mojżeszowy” (śpiew: Małgorzata Markiewicz)                                    | Zbigniew Książek | Piotr Rubik | 4:10  |
| 6.  | Intermezzo wolności (orkiestra)                                                      |                  | Piotr Rubik | 3:30  |
|     | Część II – Psalmy aniołów                                                            |                  |             |       |
| 7.  | „Psalm z Krakowem” (śpiew: Joanna Słowińska, Dorota Jarema, Małgorzata Markiewicz)   | Zbigniew Książek | Piotr Rubik | 5:32  |
| 8.  | „Psalm zapatrzenia” (śpiew: Maciej Miecznikowski)                                    | Zbigniew Książek | Piotr Rubik | 3:56  |
| 9.  | „Psalm braci aniołów” (śpiew: Janusz Radek, Przemysław Branny, Maciej Miecznikowski) | Zbigniew Książek | Piotr Rubik | 4:35  |
| 10. | „Psalm z aniołem stróżem” (śpiew: Janusz Radek)                                      | Zbigniew Książek | Piotr Rubik | 5:49  |
| 11. | Intermezzo pragnienia (orkiestra)                                                    |                  | Piotr Rubik | 2:06  |
|     |                                                                                      |                  |             | 52:20 |

CD 2
| #   | Tytuł utworu                                                          | Słowa            | Muzyka      | Czas  |
| --- | --------------------------------------------------------------------- | ---------------- | ----------- | ----- |
|     | Część III – Psalmy nadziei                                            |                  |             |       |
| 1.  | „Psalm moich łez” (śpiew: Przemysław Branny)                          | Zbigniew Książek | Piotr Rubik | 4:47  |
| 2.  | „Psalm z krzakami czarnych jeżyn” (śpiew: wszyscy soliści)            | Zbigniew Książek | Piotr Rubik | 5:52  |
| 3.  | „Psalm mojej nadziei” (śpiew: Dorota Jarema)                          | Zbigniew Książek | Piotr Rubik | 6:12  |
| 4.  | „Psalm wbrew rozpaczy” (śpiew: Maciej Miecznikowski)                  | Zbigniew Książek | Piotr Rubik | 4:31  |
| 5.  | Epitafium (orkiestra)                                                 |                  | Piotr Rubik | 3:18  |
|     | Część IV – Psalmy pragnienia                                          |                  |             |       |
| 6.  | „Psalm z bukietem konwalii” (śpiew: Dorota Jarema, Przemysław Branny) | Zbigniew Książek | Piotr Rubik | 4:31  |
| 7.  | „Psalm z tańcowaniem” (śpiew: Joanna Słowińska)                       | Zbigniew Książek | Piotr Rubik | 3:39  |
| 8.  | „Psalm kochania” (śpiew: Joanna Słowińska, Maciej Miecznikowski)      | Zbigniew Książek | Piotr Rubik | 5:02  |
| 9.  | „Psalm dla ciebie” (śpiew: Małgorzata Markiewicz, Janusz Radek)       | Zbigniew Książek | Piotr Rubik | 4:58  |
|     | Epilog                                                                |                  |             |       |
| 10. | „Psalm apokaliptyczny” (śpiew: wszyscy soliści)                       | Zbigniew Książek | Piotr Rubik | 5:14  |
|     |                                                                       |                  |             | 46:12 |